# Data East
Data East Corporation (データイースト株式会社, dēta īsuto kabushiki kaisha), ou simplement DECO, est une société
d'édition et de développement de jeux vidéo japonaise pour salle d'arcade et système familiaux. L'entreprise a été fondée en 1976 et a déposé le bilan le 25 juin 2003. Elle avait plus de 150 jeux vidéo à son actif. Son siège social était dans l'arrondissement Suginami de Tokyo. Sa filiale américaine Data East USA était située à San Jose en 
Californie.
Parmi les jeux d'arcade célèbres créé par Data East, on peut citer BurgerTime, Bad Dudes Vs. DragonNinja, Battle Wings, Night Slashers, Fighter's History, Bloody Wolf, Bump 'n' Jump, Heavy Barrel, Karate Champ, Magical Drop, RoboCop, Vapor Trail ou Windjammers. Ils ont aussi commercialisé des jeux sous licence comme Boulder Dash.

## Historique
Data East a été fondée par Tetsuo Fukuda (福田 哲夫) le 20 avril 1976,. C'était d'abord une société d'ingénierie électronique axée sur l'intégration de bandes interchangeables à l'intérieur de borne d'arcade, permettant aux opérateurs d'arcade de remplacer un jeu à partir d'une machine sans avoir à remplacer le cabinet lui-même.
En juillet 1977, Data East commercialise son premier jeu intitulé Jack Lot, un medal game sur table d'arcade basé sur blackjack,. Conscient de la rentabilité des contenus interactifs, Data East se met à développer des jeux vidéo d'arcade en commençant par Super Break au début de 1978,. Une quinzaine de jeux d'arcade sont publiés par Data East durant les années 1970.
Ils créèrent une branche américaine en juin 1979, après que la plupart de leurs principaux concurrents comme Sega et Taito aient déjà établi leur présence sur le marché nord-américain. Au cours de cette même année, Data East produisit et sorti leur jeu d'arcade  Astro Fighter, un shoot 'em up, distribué plus tard à l'outre-mer par Sega / Gremlin,. Astro Fighter fut à l'époque le plus grand succès de Data East depuis les débuts de la compagnie,.
En 1981, trois membres du personnel de Data East fondent Technōs Japan, qui fut soutenu par Data East pendant un certain temps avant de devenir complètement indépendant.
En 1983, Data East déplace son siège social dans un nouvel édifice à Ogikubo dans l'arrondissement de Suginami où elle y restera jusqu'en 2003,. En mars 1985, Data East Europe est établi à Londres.
En même temps que de faire des jeux, Data East distribua une série de systèmes interchangeables compatibles avec leurs jeux d'arcade, notamment le Système de cassette DECO, mais ces produits devinrent vite tristement célèbre parmi leurs utilisateurs en raison de leurs nombreux problèmes techniques. En 1985, Data East décida de délaisser les interchangeabilités et de se concentrer sur les jeux vidéo.
Data East s'est avéré être l'une des entreprises les plus durables dans le marché vidéoludique, survivant au crash du jeu vidéo de 1983 en restant en assez bonne forme, et créant des dizaines de jeux pour les systèmes d'arcade et les consoles de salon au cours des deux prochaines décennies. Certains de leurs plus célèbres jeux d'arcade à leur apogée dans les années 1980 sont : Karate Champ, Heavy Barrel, BurgerTime, Bad Dudes Vs. DragonNinja, Sly Spy, RoboCop, Bump 'n' Jump, Trio The Punch - Never Forget Me..., Karnov et Atomic Runner. Karate Champ a été le premier jeu de combat à succès, et fut l'un des jeux les plus influents sur les normes modernes de jeu de combat. Ce jeu fut également l'objet du litige entre Data East USA, Inc. et Epyx, Inc., dans lequel Data East allégua que International Karate de Epyx était trop proche de Karate Champ et était donc en violation du droit d'auteur,.
Data East entra dans le marché de console de jeux vidéo en 1986 avec la parution du jeu B-Wings pour Famicom. En Amérique du Nord, sa filiale Data East USA fut la première compagnie tierce à commercialiser des jeux pour la Nintendo Entertainment System. Data East deviendra un éditeur de jeux pour plusieurs consoles tels que Famicom/NES (1986), PC-Engine (1988), Game Boy (1990), Mega Drive (1991), Super Nintendo (1991), Neo-Geo Pocket Color (1993), Sega Saturn (1995), PlayStation (1996), WonderSwan (1999) et Neo-Geo Pocket Color (1999). Certaines  séries de jeux vidéo de Data East tels que Tantei Jingūji Saburō, Glory of Hercules et Metal Max furent créées spécifiquement pour les consoles.
Data East acheta aussi des licences pour fabriquer et vendre des jeux d'arcade créés par d'autres entreprises. Leurs jeux sous licence incluent Kid Niki: Radical Ninja, Kung-Fu Master et Vigilante, appartenant à Irem, et Commando, licence appartenant à Capcom. Ils ont fait un bref passage sur  Neo-Geo au milieu des années 1990, en commençant par Spinmaster.
Data East a également produit et commercialisé des flippers de 1987 à 1994, dont certains comportaient des innovations à l'époque de leur sortie. Data East a été le premier à fabriquer des flippers avec un son stéréo (Laser War), avec un affichage à matrice de points (une petite dans Checkpoint et une grande dans Maverick). La stratégie de l'entreprise fut de s'appuyer sur des licences célèbres et de qualité ayant un coût important, plutôt que de créer des machines totalement originales ; ce qui n'aida pas au vu des difficultés financières que l'entreprise a commencé à rencontrer à partir de 1990. Certaines des licences que Data East a utilisé pour ses flippers inclus Guns N 'Roses, Star Wars, Retour vers le futur, Batman, RoboCop, Les Simpsons, et Teenage Mutant Ninja Turtles. Data East est la seule entreprise qui a fabriqué des jeux de flipper personnalisés (par exemple pour Aaron Spelling, le film Richie Rich, ou Michael Jordan), même s'il s'agissait essentiellement de modèles déjà existants ou de flippers bientôt distribués (par exemple Lethal Weapon 3). La division des flippers a été créée en 1985 par l'achat de la division de flipper de Stern Electronics et de son usine et de ses actifs. À la vue de la chute du marché des flippers, Data East choisit de quitter le domaine du flipper et vendit son usine à Sega en 1994. Au moment du rachat par Sega, Data East Pinball était le deuxième plus grand fabricant de flipper dans le monde, à hauteur de 25 pour cent du marché. Si tous les flippers de Data East furent développés aux États-Unis, certains d'entre eux finiront par être  commercialisés également au Japon par la société-mère.
Bien que les jeux video représentent le secteur d'activités principal de l'entreprise, Data East est aussi impliquée dans le développement et l'offre d'équipements électronique tels que des télécopieurs, des systèmes de transmission d'image, des adapteurs pour telephones satellites NTT Docomo et des modulse de transmission vidéo,. Son produit intitulé Datafax, paru en 1983, fut le premier télécopieur portable au monde.
À la fin des années 1990, la division américaine de l'entreprise, Data East USA, fut liquidée et Data East avait cessé d'exister en dehors du Japon. Aucune annonce officielle n'est émise de cette fermeture; les gens apprenant plutôt la nouvelle par l'entremise d'un message pré-enregistré sur la boite vocale de Data East USA que la filiale avait fermé définitivement ses portes peu avant la Noël 1996. Ses derniers jeux furent Defcon 5 et Creature Shock.
Dans l'impossibilité d'échapper à leurs problèmes financiers, la société-mère Data East se réorganisa en 1999 après avoir accumulé une dette estimée à 3,3 billions de yens. Tout support à la clientèle concernant les jeux vidéo fut suspendu à partir de mars de l'an 2000,. Pendant les trois ans et demi suivants, Data East vendit des générateurs d'ions négatifs et vendit les licences de certains de leurs vieux jeux à d'autres sociétés; tout cela dans l'espoir de recueillir assez d'argent pour être en mesure de faire à nouveau des jeux vidéo et de revenir dans la compétition. Néanmoins, les efforts de restructuration de l'entreprise n'étaient pas suffisants pour se rétablir des problèmes financiers des années 1990 et en avril 2003 Data East déposa son bilan et fut finalement déclaré en faillite par un district du tribunal de Tokyo le 25 juin 2003. Ces informations furent révélées au public deux semaines plus tard, le 8 juillet.
La plupart des propriétés intellectuelles de Data East ont été acquises en 2004 par G-Mode, un fournisseur de contenu de jeu mobile japonais. En plus de la majorité des jeux, G-Mode détient le nom et la marque de commerce de Data East,. Toutefois, certains des jeux de Data East, y compris Karnov, Chelnov, Windjammers, la trilogie Vapor Trail et la série Glory of Héraclès sont la propriété de Paon DP Inc et non pas de G-Mode. De même, G-Mode ne possède pas les droits de la série Métal Max qui a été retenue par Kadokawa Corporation. L'éditeur japonais D4 Enterprise fait l'acquisition en septembre 2010 des jeux RoboCop de Data East. Ceux-ci comprennent les titres RoboCop parus sur borne d'arcade, Famicom/Nintendo Entertainment System et IBM PC. La série Tantei Jingūji Saburō passe d'abord aux mains de l'éditeur japonais WorkJam mais est ultérieurement vendue à Arc System Works  en 2015,. Les autres propriétés de Data East ont été transférées à la société de gestion d'actifs de la famille Fukuda. Cette firme a déposé plusieurs poursuites contre Nintendo dans les années 2000 pour violation de ses brevets, mais elles ont toutes été rejetées,.
En octobre 2009, Majesco Entertainment a annoncé qu'elle publierait une collection de jeux d'arcade de Data East appelé Data East Arcade Classics pour la console Wii sous licence de G-Mode.
En février 2014, l'ancien fondateur de Data East, Tetsuo Fukuda, est président du conseil d'administration d'une société japonaise de logiciels pour professionnels médicaux. Il est à l'époque âgé de 74 ans.

## Divers
Karnov apparaît dans plusieurs des jeux vidéo de l'éditeur japonais; Chelnov du jeu Atomic Runner, fut également utilisé plus tard ; Notez que les deux personnages, Karnov et Chelnov, sont soviétiques.
La rivalité entre Data East et d'autres sociétés dans l'industrie du jeu vidéo comme Taito et Capcom était très enflammée :
- Bad Dudes Vs. DragonNinja était considéré comme le rival direct de Double Dragon produit par Technos Japan Corporation et distribué par Taito;
- En 1993 Capcom poursuivit en justice Data East pour la similitude excessive du jeu  Fighter's History avec l'histoire de Street Fighter II; Data East gagna, mais Fighter's History ainsi que sa suite Karnov's Revenge ont toujours joui d'une très mauvaise réputation dans le genre des jeux de combat.
- dans Combatribes, un beat 'em up de Technos Japan Corporation de 1990, le boss du deuxième niveau est clairement inspiré de Karnov.
- En 1994, quelques employés de Data East quittent la société et fondent Idea Factory.